# Cal Ranci (Garcia)
Cal Ranci és un edifici de Garcia (Ribera d'Ebre) inclòs a l'Inventari del Patrimoni Arquitectònic de Catalunya.

## Descripció
Està situat en un extrem de la Plaça de Catalunya, des d'on pugen unes escales adossades a la façana fins al carrer Gatera.
És un edifici cantoner de planta rectangular i tres crugies, que consta de planta baixa, dos pisos i altell. La coberta és plana en forma de terrassa transitable, amb accés des de l'altell, construït amb posterioritat i cobert a un vessant. La casa té accés per un portal d'arc escarser adovellat, amb una pedra del bancal pintat amb la inscripció "AÑO" i l'altra amb l'any "1898", i la clau amb les inicials "J.LL". Sobre d'aquest hi ha una gran tribuna poligonal, a banda i banda de la qual hi ha un finestral motllurat amb sortida a un balcó suportat per mènsules. El pis superior s'obre amb cinc finestres amb les mateixes característiques però de dimensions menors. L'edifici està coronat per una cornisa amb volada suportada per mènsules, rematada amb una barana ceràmica. L'acabat exterior és arrebossat i pintat.